# Charles Montgomery (Journalist)
Charles Montgomery (* 1968 in North Vancouver, British Columbia) ist ein kanadischer Schriftsteller und Fotojournalist.

## Leben
Charles Montgomery wurde 1968 in North Vancouver, British Columbia, als Sohn von James Henry Montgomery und dessen Frau Frances Isobel Montgomery geboren. Sein Vater war Matrose in der Handelsmarine gewesen. Montgomery wuchs zusammen mit einem Bruder auf einer Farm auf Vancouver Island, die seine Eltern gekauft hatten, auf. Als Montgomery zehn Jahre alt war, starb sein Vater.
Er studierte an der University of Victoria und am Langara College. Seine Karriere begann er bei der Lillooet Bridge River News und The Vancouver Sun. Von 1996 bis 1998 lebte er in Hongkong, wo er Artikel für die Hong Kong Shipping Gazette und das HK Magazine verfasste.
Montgomerys Artikel über die Umwelt, das Abenteuer, kulturelle Unterschiede und Mythen erschienen in Magazinen und Tageszeitungen in Kanada, den Vereinigten Staaten und Hong Kong, inklusive Outside Magazine, Explore Magazine, Canadian Geographic, enRoute, National Post, The Globe and Mail, The Walrus und The South China Morning Post. 
Seine Artikel für Magazin errangen vier Western Canada Magazine Awards, 2004 den Silver National Magazine Award und 2003 den American Society of Travel Writer’s Lowell Thomas Silver Award für die beste nordamerikanische Reisegeschichte.
Sein bekanntestes Buch, veröffentlicht in Kanada unter dem Titel The Last Heathen (2004), ist eine erzählende Beschreibung von Montgomerys Suche nach dem Erbe der Viktorianischen Missionare im südpazifischen Archipel von Melanesien. Montgomery folgt hier den dortigen Spuren seines Ur-Großvaters Henry Hutchinson Montgomery, der von 1889 bis 1901 Bischof von Tasmanien gewesen war. Es enthält Beschreibungen des Cargo-Kults und der alten Stammeskriege auf Vanuatu und den Salomonen. Das Buch gewann den Charles Taylor Prize for Literary Non-Fiction 2005. Die Jury nannte es „an irresistible adventure in discovery, a journey into rough terrain and a revelation of the power of ancestral stories across cultural divides.“ Darüber hinaus wurde das Buch mit dem zu den BC Book Prizes gehörenden Hubert Evans Non-Fiction Prize ausgezeichnet und stand auf der Shortlist für Writers’ Trust awards.
Charles Montgomery ist Mitglied der FCC, eines Kollektivs von in Vancouver lebenden literarischen Journalisten, deren Geschichten über die Welt auf vergleichenden Ansätzen basieren. Eigenen Angaben zufolge wird er von der Musik Manu Chaos und den Schriften von Malcolm Lowry, Laurens van der Post, Bruce Chatwin, Miguel de Cervantes und Paul William Roberts beeinflusst.
Montgomery lebt in Vancouver und Mexiko-Stadt.

## Werk
- Lowry's ghosts. Transcontinental Media Inc., Vancouver 2002.
- The Last Heathen. 2004 (US-Titel: The Shark God, 2006)[6]
- Farewell brave Babylon : the memoirs of Captain Ali Al-Wahabi, former Presidential pilot for Saddam Hussein. (Übersetzung und Darstellung: Lynn Santer und Charles Montgomery) Babylon Publishing, Slough 2006.
- My way! : an ordinary guy's extraordinary journey. (zusammen mit Lois Carter) Tattersall Publishing, Denton 2007.